# Ogni riferimento a persone esistenti o a fatti realmente accaduti è puramente casuale
Ogni riferimento a persone esistenti o a fatti realmente accaduti è puramente casuale, pubblicato nel 2012, è il terzo album del gruppo musicale italiano Calibro 35.

## Il disco
Il disco segue a due anni di distanza il precedente lavoro Ritornano quelli di... Calibro 35 (2010). In Italia è stato pubblicato su cd da Venus Dischi, mentre su vinile da Tannen Records. Nel resto del mondo è stato pubblicato con il titolo Any Resemblance to Real Persons or Actual Facts Is Purely Coincidental negli Stati Uniti dalla Nublu Records il 10 luglio 2012 e in Europa da Rough Trade
Continua l'allontanamento della band dal repertorio altrui con una tracklist in larghissima parte composta da materiale originale. Solo due delle dodici tracce dell'album sono infatti riletture di grandi pezzi del passato (Passaggi nel tempo è di Ennio Morricone e New York New York di Piero Piccioni).
Le registrazioni avvengono a Brooklyn durante due diverse sessioni e ciò determina il filo narrativo che contraddistingue i brani dell'album: un'ambientazione "americana/newyorkese" con titoli che spaziano da riferimenti topografici (come in "La Banda del BBQ (Brooklyn Bronx, Queens)") a stereotipi cittandini (nel gioco di parole multiculturale "New Delhi Deli").

## Campionamenti
Nel 2015 il brano di apertura del disco, "Ogni riferimento a fatti accaduti è puramente casuale", è stato campionato da Dr Dre per il brano "One Shot One Kill" featuring John Connor e Snoop Dogg contenuto nell'album "Compton"

## Tracce
1. Ogni riferimento a fatti accaduti è puramente casuale
2. Uh ah brrr
3. Arrivederci e grazie
4. New Delhi Deli
5. Il pacco
6. Passaggi nel tempo (Ennio Morricone)
7. New York New York (Piero Piccioni)
8. Buone notizie
9. La banda del B.B.Q. (Brooklyn, Bronx, Queens)
10. Pioggia e cemento
11. Massacro all'alba
12. Ogni riferimento a persone esistenti è puramente casuale

## Formazione
- Massimo Martellotta - chitarre, lap steel, voce, arrangiamenti di fiati su 2, 5 e 9
- Enrico Gabrielli - tastiere, fiati, voce
- Fabio Rondanini - batteria
- Luca Cavina - basso
- Tommaso Colliva - produzione

ospiti
- Paolo Raineri - tromba su 2, 5 e 9
- Francesco Bucci - trombone su 2, 5 e 9